# Barbara Griffin
Barbara Griffin, född år 1965 i Dublin, är en irländsk skådespelare. Hon har bland annat gjort rollen som Marion i TV-serien Robin Hoods nya äventyr (1997-1999).